# Coryphantha glassii
Coryphantha glassii är en kaktusväxtart som beskrevs av Dicht och A. Lüthy. Coryphantha glassii ingår i släktet Coryphantha, och familjen kaktusväxter. Inga underarter finns listade i Catalogue of Life.